# Vladimir (Ikim)
Vladimir (světským jménem: Vasilij Zacharovič Ikim; * 1. února 1940, Vărzăreștii Noi) je moldavský duchovní Ruské pravoslavné církve a emeritní metropolita omský a tavričeský.
Byl představeným chrámu svatého Petra a Pavla v Karlových Varech.

## Život
Narodil se 1. února 1940 ve vesnici Vărzăreștii Noi.
Roku 1958 dokončil střední školu a nastoupil na Oděský duchovní seminář. Byl hypodiakonem metropolity oděského a chersonského Borise (Vika). Další rok byl povolán do Sovětské armády. Roku 1963 dokončil seminář a byl přijat na Moskevskou duchovní akademii.
V květnu roku 1965 byl přijat do Trojicko-sergijevské lávry, kde byl 27. července archimandritou Platonem (Lobankovem) postřižen na monacha se jménem Vladimir na počest svatého knížete Vladimíra. Dne 1. srpna stejného roku byl v chrámu Zjevení Páně v Moskvě metropolitou krutickým a kolomenským Pimenem (Izvekovem) rukopoložen na hierodiakona.
Dne 4. února 1966 byl rektorem Moskevské duchovní akademie biskupem dmitrovským Filaretem (Denysenkem) rukopoložen na jeromonacha. Roku 1967 dokončil studium na akademii a o rok později nastoupil na postgraduální studium.
Roku 1969 se stala referentem pro otázky protokolu Oddělení vnějších církevních vztahů Moskevského patriarchátu. Roku 1970 byl zařazen do mezinárodní komise pro studium římskokatolické církve; zabýval se zejména otázkami souvisejícími s činností sekretariátu Římské kurie pro vztahy s jinověrci a postavením římského katolicismu v Latinské Americe.
Roku 1971 dokončil postgraduální studium a byl povýšen na igumena.
Roku 1972 byl ustanoven členem Oddělení vnějších církevních vztahů sektoru pro mezinárodní instituce.
Roku 1978 byl poslán do služby pod dohled metropolity Pravoslavné církve v českých zemích a na Slovensku Doroteje, kde byl ustanoven představeným chrámu svatých Petra a Pavla v Karlových Varech.
Dne 1. dubna 1979 byl povýšen na archimandritu a byl ustanoven představeným vzniklého podvorje Moskevského patriarchátu v Karlových Varech. Roku 1981 byla díky jeho práci znovu obnovena olomoucká eparchie.
Dne 26. června 1985 jej Svatý synod na žádost metropolity českých zemí a na Slovensku Doroteje zvolil biskupem podolským a vikářem moskevské eparchie. Důvodem žádosti bylo zvýšení úrovně představeného v podvorje v Karlových Varech. Dne 30. června proběhla v chrámu Zjevení Páně v Moskvě jeho biskupská chirotonie. Světiteli byli patriarcha moskevský Pimen, metropolita tallinský a celého Estonska Alexij (Rüdiger), metropolita minský a běloruský Filaret (Vachromejev), metropolita krutický a kolomenský Juvenalij (Pojarkov), arcibiskup volokolamský Pitirim (Něčajev), arcibiskup voroněžský a lipecký Mefodij (Němcov) a biskup solněčnogorský Sergij (Fomin).
V dubnu 1988 byl dočasně odvolán do Moskvy a byl ustanoven vedoucím příprav 1000. výročí křtu Rusi. Dne 4. července mu byla za jeho práci udělena panagia.
Dne 19. července 1988 byl osvobozen od funkce představeného podvorje v Karlových Varech a jmenován zástupcem předsedy Oddělení vnějších církevních vztahů.
Dne 20. července 1990 byl jmenován biskupem taškentským a středoasijským. V srpnu stejného roku vedl delegaci Ruské pravoslavné církve na horu Athos.
Dne 25. února 1991 byl povýšen na arcibiskupa.
V září 1990 bylo z jeho iniciativy zřízeno v Taškentu dvouleté Taškentské duchovní učiliště, které bylo později přeměněno na čtyřleté. O rok později otevřel po 70 letech první pravoslavný monastýr ve Střední Asii (Svjato-Trojický Nikolský ženský monastýr v Taškentu). Dále pokračoval ve zřizování dalších monastýrů.
Roku 1998 bylo Taškentské duchovní učiliště přeměněno na Taškentský duchovní seminář a jeho rektorem byl jmenován právě on.
Dne 25. února 2002 byl povýšen na metropolitu.
Dne 27. července 2011 byl ustanoven metropolitou omským a tarským.
Dne 5. října 2011 byl Svatým synodem osvobozen od funkce rektora Taškentského duchovního semináře.
Dne 6. června 2012 byl ustanoven hlavou nově vzniklé omské metropole se změnou titulu na omský a tavričeský.
Od června 2012 do července 2014 byl dočasným správcem isilkulské eparchie.
Dne 2. října 2013 byl Svatým synodem potvrzen ve funkci představeného monastýru svatého Mikuláše ve vesnici Bolšekulače.
Od 16. dubna 2016 do 17. června 2021 byl rektorem Omského duchovního semináře.
Od dubna do září 2021 byl dočasným správcem tarské eparchie.
Dne 11. října 2023 byl Svatým synodem penzionován.